# Рибера, Хуан Антонио
Хуан Антонио Рибера Фернандес (исп. Juan Antonio Ribera Fernández; 27 мая 1779[…], Мадрид — 15 июня 1860, Мадрид) — испанский художник.

## Биография
Родился в 1779 году в Мадриде. Учился живописи у Франсиско Байеу. В 1802 году выиграл ежегодный конкурс, организовывавшийся  Королевской академией изящных искусств Сан-Фернандо, в результате чего получил стипендию для стажировки в Париже. Там он провёл некоторое время в мастерской Жака Луи Давида.
С началом Пиренейской войны, когда дружественные отношения между Испанией и Францией сменились враждебными, Рибера находился рядом со свергнутым и жившим  в изгнании королём Испании Карлом IV в качестве «придворного» живописца. В дальнейшем он сопровождал этого короля в Рим, где стал членом Академии святого Луки — фактически, Римской академии художеств. 
После того, как французы покинули Испанию, а сын Карла IV, Фердинанд VII вернулся в Испанию, Рибера был (в 1816 году) назначен придворным художником нового короля, однако вплоть до 1818 года оставался в Риме, работая над картинами, которые были заказаны ему ранее. 
В 1820 году по инициативе художника Висенте Лопеса Портаньи в Мадриде был основан музей Прадо. Практически со времени его создания Рибера работал там хранителем музейного собрания и реставратором. 
В 1857 году уже очень пожилой Хуан Антонио Рибера был назначен директором музея. В период его директорства был опубликован пятый каталог музейного собрания (1858), который оставался актуален вплоть до публикации шестого (1872). В том же 1857 году Хуан Антонио Рибера он был назначен Первым придворным художником правящей королевы Изабеллы II. Он умер в Мадриде 15 июня 1860 года.
Хуан Антонио Рибера считается видным представителем стиля ампир в Испании. Его сын, Карлос Луис Рибера, также стал художником.

## Галерея

### Три аллегории из коллекциимузея Прадо

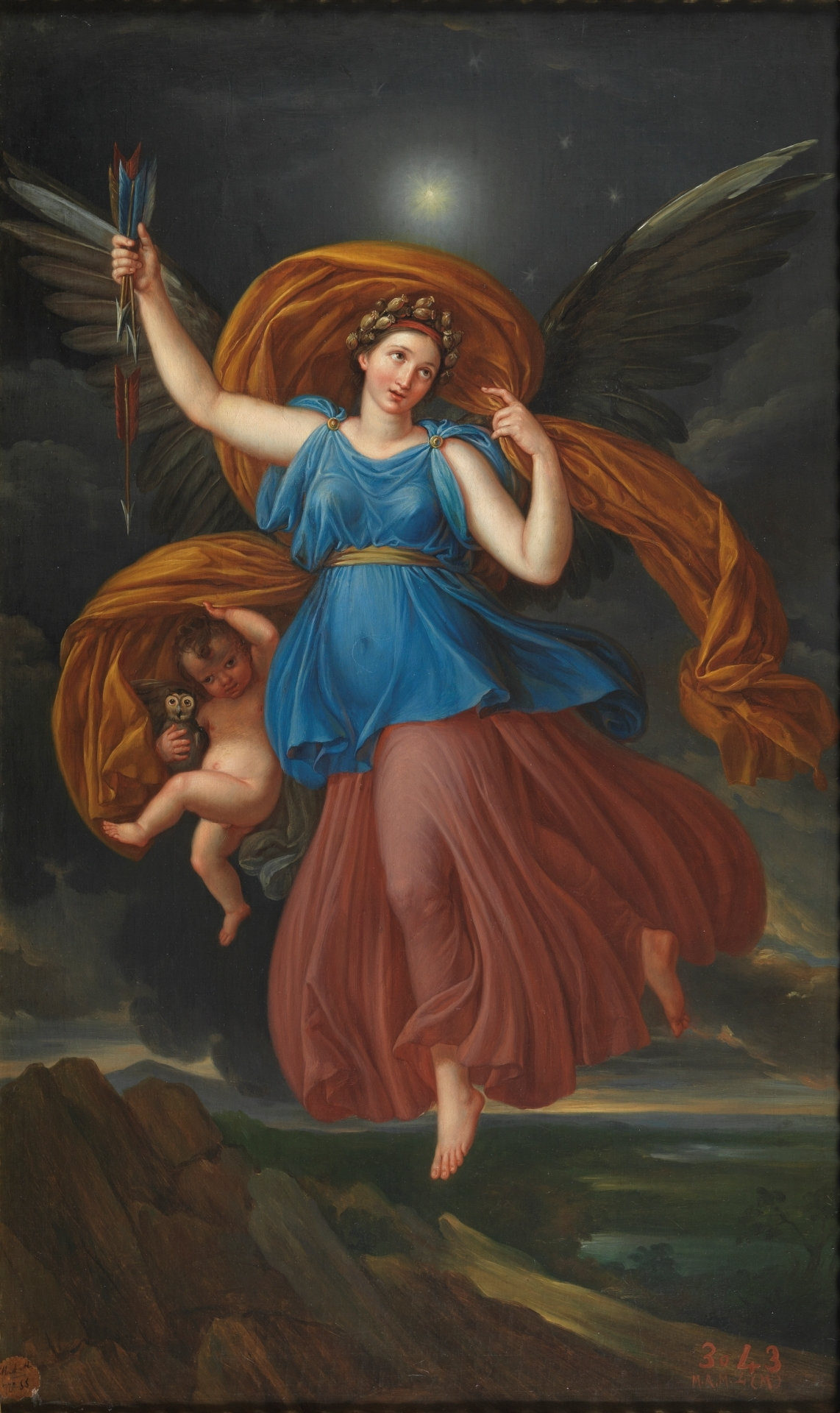
Аллегория Ночи.
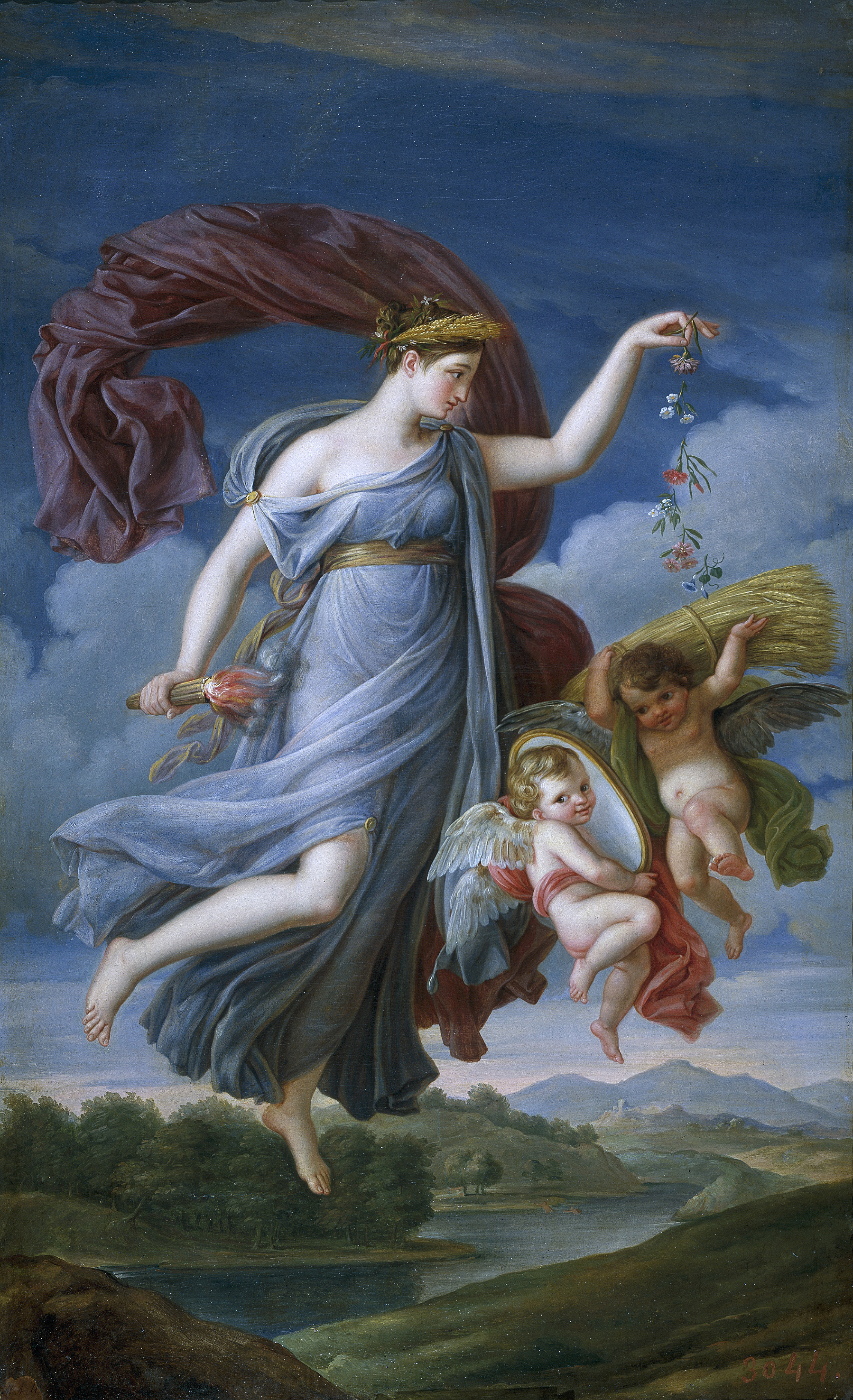
Аллегория Лета.
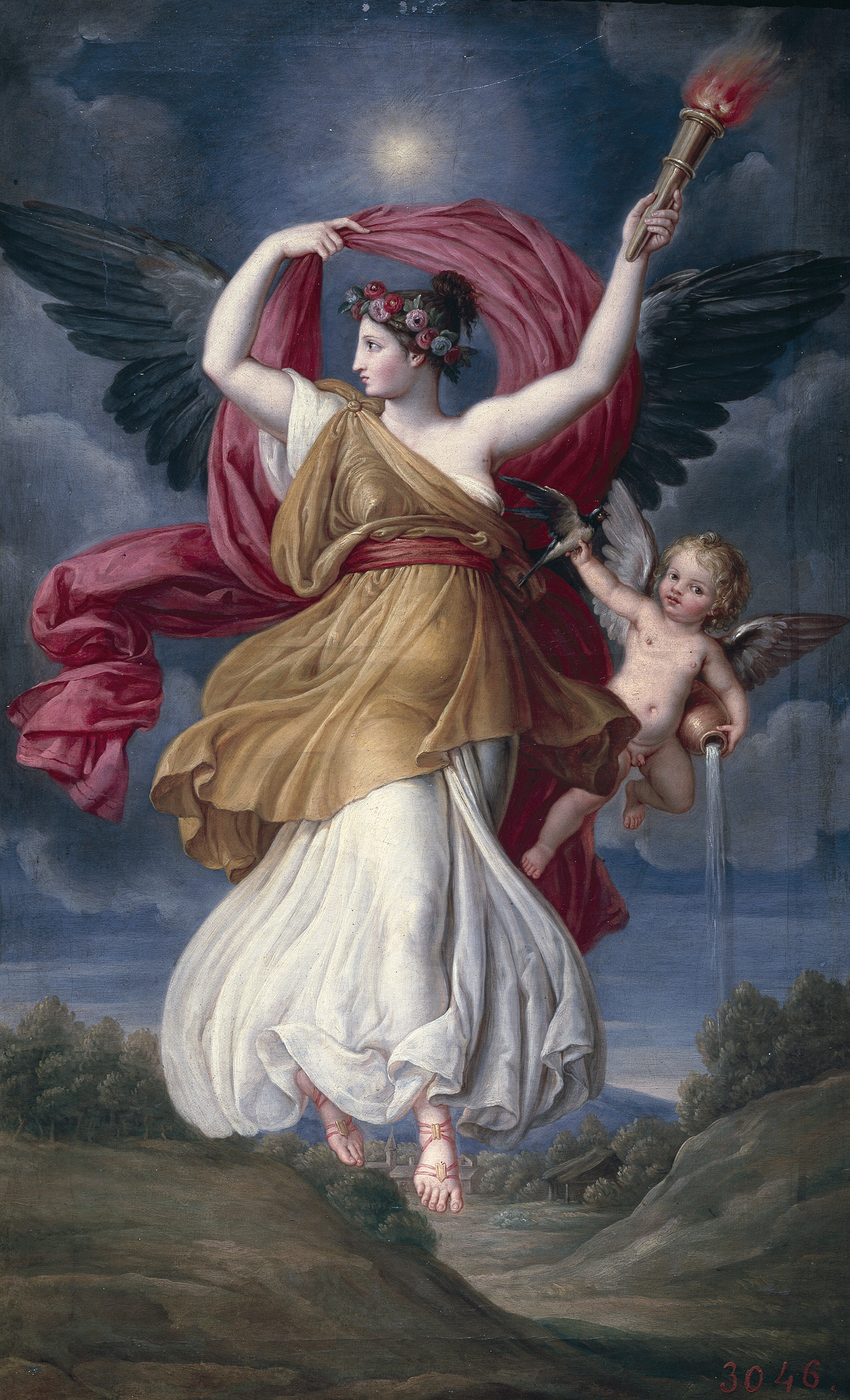
Аллегория Утренней Зори.

### Другие работы

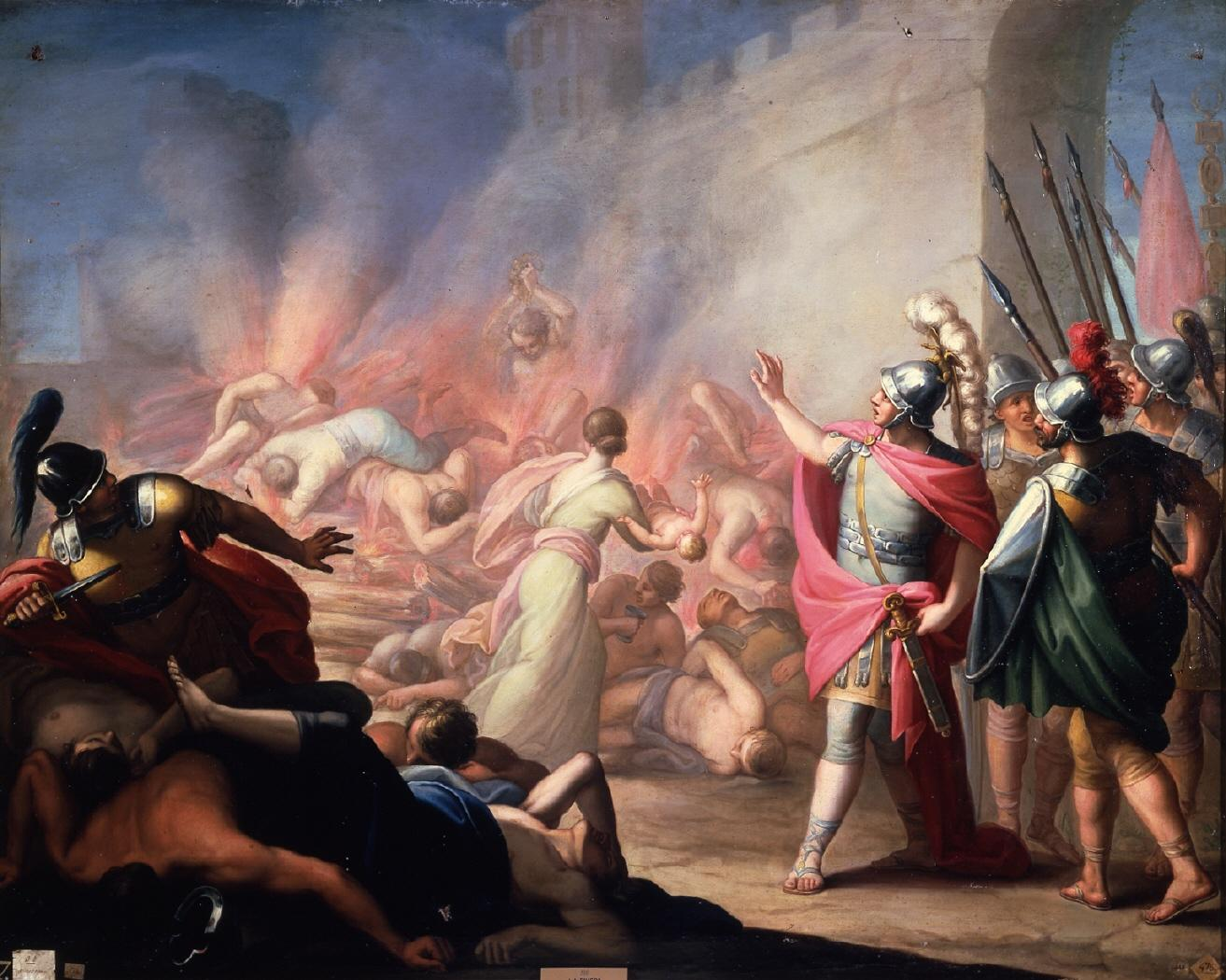
Оборона Нуманции.
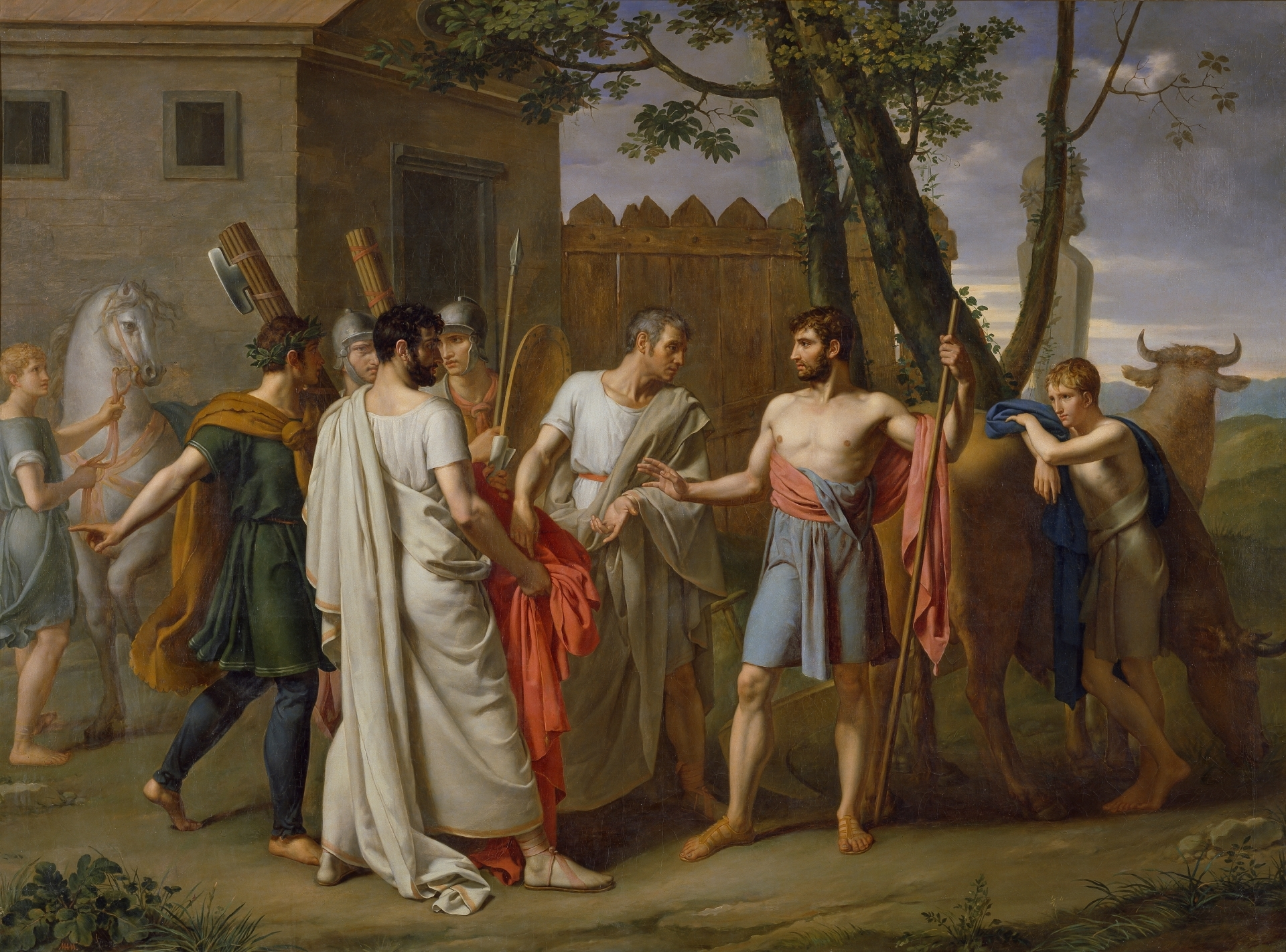
Цинциннат, призываемый на защиту Рима.
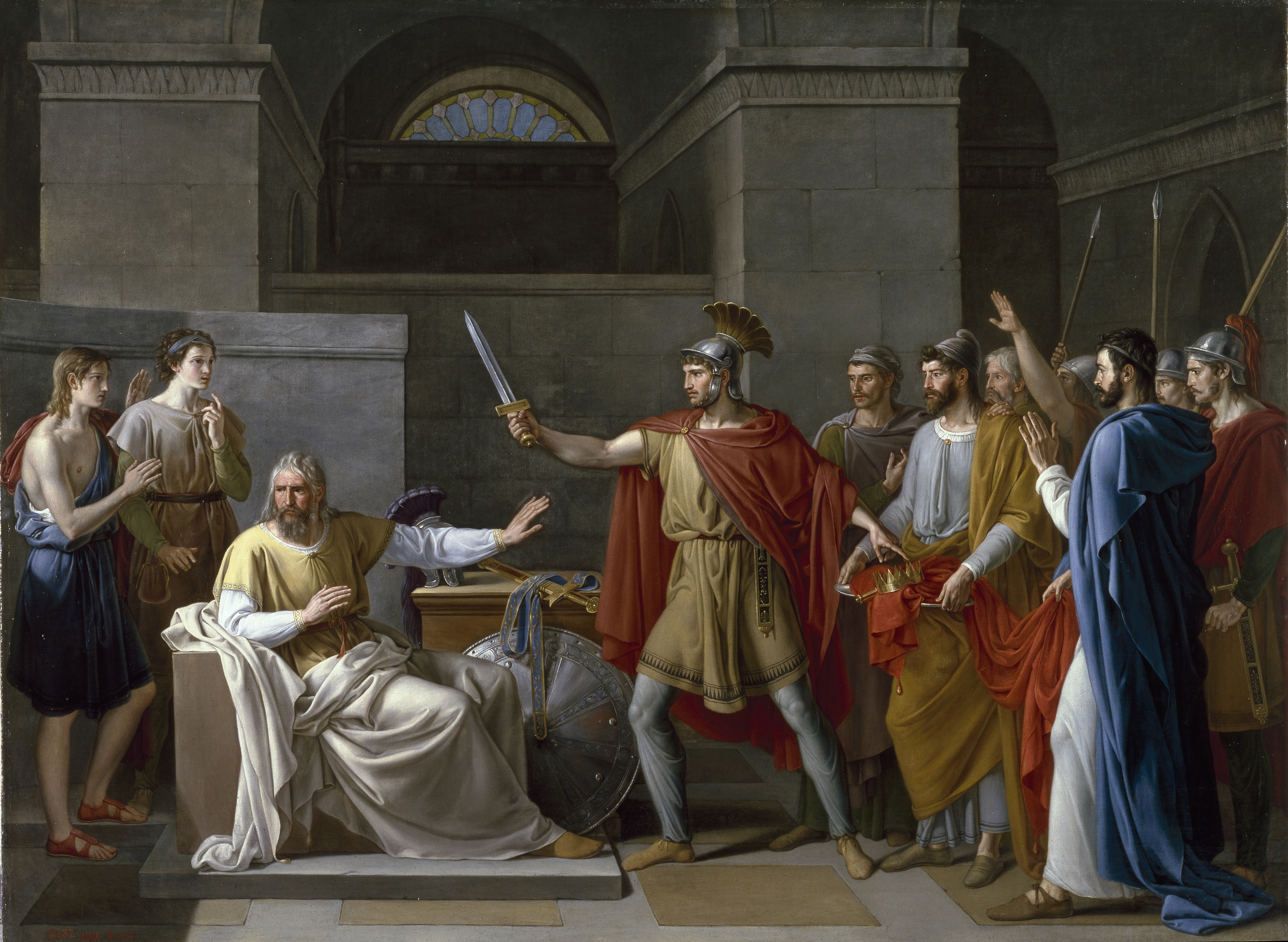
Вамба пытается отказаться от вестготской короны.